# 恒春莎草
恒春莎草（学名：Cyperus digitatus）又名长小穗莎草，为莎草科莎草属的植物。分布于亚热带地区、台湾岛、热带以及中国大陆的广西、云南等地，生长于海拔1,500米至1,800米的地区，一般生长在河谷灌丛中、林窗下或湿地，目前尚未由人工引种栽培。